# Los mejores hombres
Los mejores hombres (The Best of Men en inglés) es un telefilm británico dramático de 2012 dirigido por Tim Whitby y basado en hechos reales. La película está protagonizada por Eddie Marsan y Rob Brydon.

## Argumento
La trama se centra en Ludwig Guttmann (Eddie Marsan), un médico de raíz judía expatriado de la Alemania Nazi que entra a trabajar en el Stoke Mandeville Hospital, donde se encuentran combatientes heridos en el frente durante la II Guerra Mundial. A pesar de ser un refugiado por parte del CARA que tuvo que huir de la represión nazi, empieza a ser un "enemigo" por sus compañeros de trabajo y pacientes.
A su llegada al centro médico ve el deplorable trato que reciben los pacientes, los cuales permanecen sedados e inmóviles en sus camas con las consecuentes llagas infectadas que en la mayoría de casos llevan a la muerte a los internos. Cabe destacar que los pacientes son en algunos casos parapléjicos mientras que otros tienen movilidad reducida. Ante, lo que él define, una "mala praxis" médica, decide aplicar sus propios métodos en pro de la rehabilitación, lo cual supone por parte de los enfermos un suplicio al estar acostumbrados a permanecer postrados en sus camas a oscuras, y para los enfermeros, preocupados porque se mantengan cómodos en lugar de curar a los ingresados.
No obstante, su predeterminación da sus frutos y empieza a ganarse la confianza de ambos, en especial del joven soldado William Heath (George MacKay). Sin embargo debe hacer frente al irreverente humor que llega desde la cama del Cabo Wynn Bowen (Rob Brydon). Al paso del tiempo observa los progresos y decide, para mantenerles activos que hagan ejercicio físico como jugar al hockey y al baloncesto entre otros deportes con el objetivo de mejorar la musculatura y aumentar la autoestima, sin embargo se encuentra con la oposición del Dr. Cowan (Richard McCabe), escéptico en los métodos de Guttmann.
Todas estas prácticas llevaron a la reintegración en la sociedad de los discapacitados a la par del establecimiento de las primeras paraolimpiadas, conocidas entonces como los Juegos de Stoke Mandeville (Stoke Mandeville Wheelchair Games)

## Reparto
- Dr. Ludwig Guttmann - Eddie Marsan
- Soldado William Heath - George MacKay
- Cabo Wynne Bowen - Rob Brydon
- Hermana Edwards - Niamh Cusack
- Dr. Cowan - Richard McCabe
- Mayor General Harold Henry Blake - Nicholas Jones
- Sgto. "Q" Hills, PTI Instructor - Tristan Sturrock
- Sr Heath. - Nigel Lindsay
- Sra. Heath - Rachael Spence
- Enfermera Carr - Leigh Quinn